# Maison Borsody
La maison Borsody (en hongrois : Borsody-ház) est un édifice situé dans le 5e arrondissement de Budapest.